# Eurata julia
Eurata julia är en fjärilsart som beskrevs av Orfila 1931. Eurata julia ingår i släktet Eurata och familjen björnspinnare. Inga underarter finns listade i Catalogue of Life.